# Tomás Zambrano
Tomás Zambrano Ramírez (Lima, 14 de mayo de 1989) es un futbolista peruano, que actualmente está sin equipo.

## Trayectoria
Debutó en Primera División el 6 de julio del 2008. Aquel día, por la última fecha del Torneo Apertura, jugó todo el partido en el cual Melgar cayó por 2-0 ante la Universidad San Martín en Lima. Anotó su primer gol el 28 de marzo del 2010, en la goleada de FBC Melgar sobre Alianza Lima por 4-2.

## Clubes
| Club                | País | Año         |
| ------------------- | ---- | ----------- |
| FBC Melgar          | Perú | 2008 - 2011 |
| Cobresol FBC        | Perú | 2012        |
| Alianza Universidad | Perú | 2013        |
| Alfredo Salinas     | Perú | 2015        |